# Arnulf III van Boulogne
Arnulf III van Boulogne (overleden in 990) was van 971 tot aan zijn dood graaf van Boulogne. Hij behoorde tot het huis Boulogne.

## Levensloop
Arnulf III was de zoon van graaf Arnulf II van Boulogne en diens onbekend gebleven echtgenote.
Hij volgde zijn vader in 971 op als graaf van Boulogne. Over zijn regering is weinig bekend, aangezien hij vaak verward wordt met zijn gelijknamige vader. Wel is bekend dat hij in 972 het charter onderschreef dat graaf Arnulf II van Vlaanderen had gesloten met de Sint-Pietersabdij van Gent.
Arnulf III van Boulogne stierf in 990. Zijn domeinen werden verdeeld tussen zijn drie zonen die hij met zijn onbekend gebleven echtgenote had:
- Boudewijn II (overleden in 1033), erfde het graafschap Boulogne
- Arnulf IV (overleden voor 1019), verwierf Ternaasland
- een andere zoon ontving Thérouanne

## Voorouders
| Voorouders van Arnulf III van Boulogne (-990) | Voorouders van Arnulf III van Boulogne (-990)                              | Voorouders van Arnulf III van Boulogne (-990)                              | Voorouders van Arnulf III van Boulogne (-990) | Voorouders van Arnulf III van Boulogne (-990) | Voorouders van Arnulf III van Boulogne (-990) | Voorouders van Arnulf III van Boulogne (-990) | Voorouders van Arnulf III van Boulogne (-990) | Voorouders van Arnulf III van Boulogne (-990) |
| --------------------------------------------- | -------------------------------------------------------------------------- | -------------------------------------------------------------------------- | --------------------------------------------- | --------------------------------------------- | --------------------------------------------- | --------------------------------------------- | --------------------------------------------- | --------------------------------------------- |
| Overgrootouders                               | Boudewijn II van Vlaanderen (865–918) ∞ 884 Ælfthryth van Wessex (868–929) | Boudewijn II van Vlaanderen (865–918) ∞ 884 Ælfthryth van Wessex (868–929) | ? (–) ∞ ? (–)                                 | ? (–) ∞ ? (–)                                 | ? (–) ∞ ? (–)                                 | ? (–) ∞ ? (–)                                 | ? (–) ∞ ? (–)                                 | ? (–) ∞ ? (–)                                 |
| Grootouders                                   | Adalolf I van Boulogne (–933) ∞ ? (–)                                      | Adalolf I van Boulogne (–933) ∞ ? (–)                                      | Adalolf I van Boulogne (–933) ∞ ? (–)         | Adalolf I van Boulogne (–933) ∞ ? (–)         | ? (–) ∞ ? (–)                                 | ? (–) ∞ ? (–)                                 | ? (–) ∞ ? (–)                                 | ? (–) ∞ ? (–)                                 |
| Ouders                                        | Arnulf II van Boulogne (–971) ∞ ? (–)                                      | Arnulf II van Boulogne (–971) ∞ ? (–)                                      | Arnulf II van Boulogne (–971) ∞ ? (–)         | Arnulf II van Boulogne (–971) ∞ ? (–)         | Arnulf II van Boulogne (–971) ∞ ? (–)         | Arnulf II van Boulogne (–971) ∞ ? (–)         | Arnulf II van Boulogne (–971) ∞ ? (–)         | Arnulf II van Boulogne (–971) ∞ ? (–)         |